# Vigna
Genre
Vigna est un genre de plantes à fleurs dicotylédones de la famille des Fabaceae, sous-famille des Faboideae, à répartition pantropicale, qui compte de 100 à 150 espèces acceptées, dont la plupart sont originaires des régions tropicales et subtropicales de l'Ancien Monde (Asie, Afrique). Historiquement, le genre Vigna a inclus un très grand nombre  d'espèces en raison de la confusion taxinomique avec le genre Phaseolus (classé dans la même sous-tribu des Phaseolinae).
D'après G. Lewis et al. :  Legumes of the world (Leg World), 2005, 427, le genre Vigna est divisé en sept sous-genres comprenant environ 16 sections.
Neuf espèces de ce genre ont été domestiquées et ont une grande importance économique. Elles sont cultivées principalement pour leurs graines consommées comme légumes secs. C'est le cas en particulier de Vigna unguiculata (le niébé) et de Vigna radiata (le haricot mungo).
On compte parmi elles des espèces très connues, et d'autres plus méconnues, qui étaient autrefois classées dans le genre Phaseolus (les haricots). Les noms vernaculaires dans ce genre, se référant tantôt aux pois, tantôt aux haricots, reflètent ces variations taxinomiques.
De nombreuses références, y compris dans des publications récentes, classent certaines de ces espèces dans le genre Phaseolus.
Toutefois, selon le Hortus Third, le genre Vigna se différencie du genre 
Phaseolus par les caractères suivants :
- chez Vigna les stipules portent un appendice,
- la partie épaissie du style est fortement spiralée,
- des détails du pollen,
- des détails de la biochimie.

## Caractéristiques générales

### Appareil végétatif
Les espèces du genre Vigna sont des plantes herbacées, annuelles ou vivaces, à port grimpant ou rampant, plus rarement à port dressé, ou rarement des arbrisseaux et exceptionnellement des petits arbustes. Ces plantes sont inermes. Les tiges volubiles des espèces grimpantes s'enroulent dans le sens inverse des aiguilles d'une montre (sinistrorse), comme les haricots (c'est-à-dire à l'inverse de l'illustration de Vigna unguiculata ci-contre). Certaines espèces produisent des tubercules souterrains.
Les feuilles, disposées le long des tiges (feuilles caulinaires) selon deux spirales hélicoïdales, sont alternes ou distiques. Elles sont pétiolées, composées imparipennées à trois folioles (rarement deux ou quatre). Les folioles, pouvant atteindre 12 cm de long, ont un limbe entier ou lobé, de consistance herbacée ou coriace. A la base du pétiole, se trouvent deux stipules persistantes ou précocement caduques, libres l'une de l'autre et non fusionnées avec le pétiole, speltées ou éperonnées, bilobées, cordées ou tronquées,.
Les tiges présentent des épaississements secondaires se développant à partir d'un anneau cambial conventionnel, ou anormal.

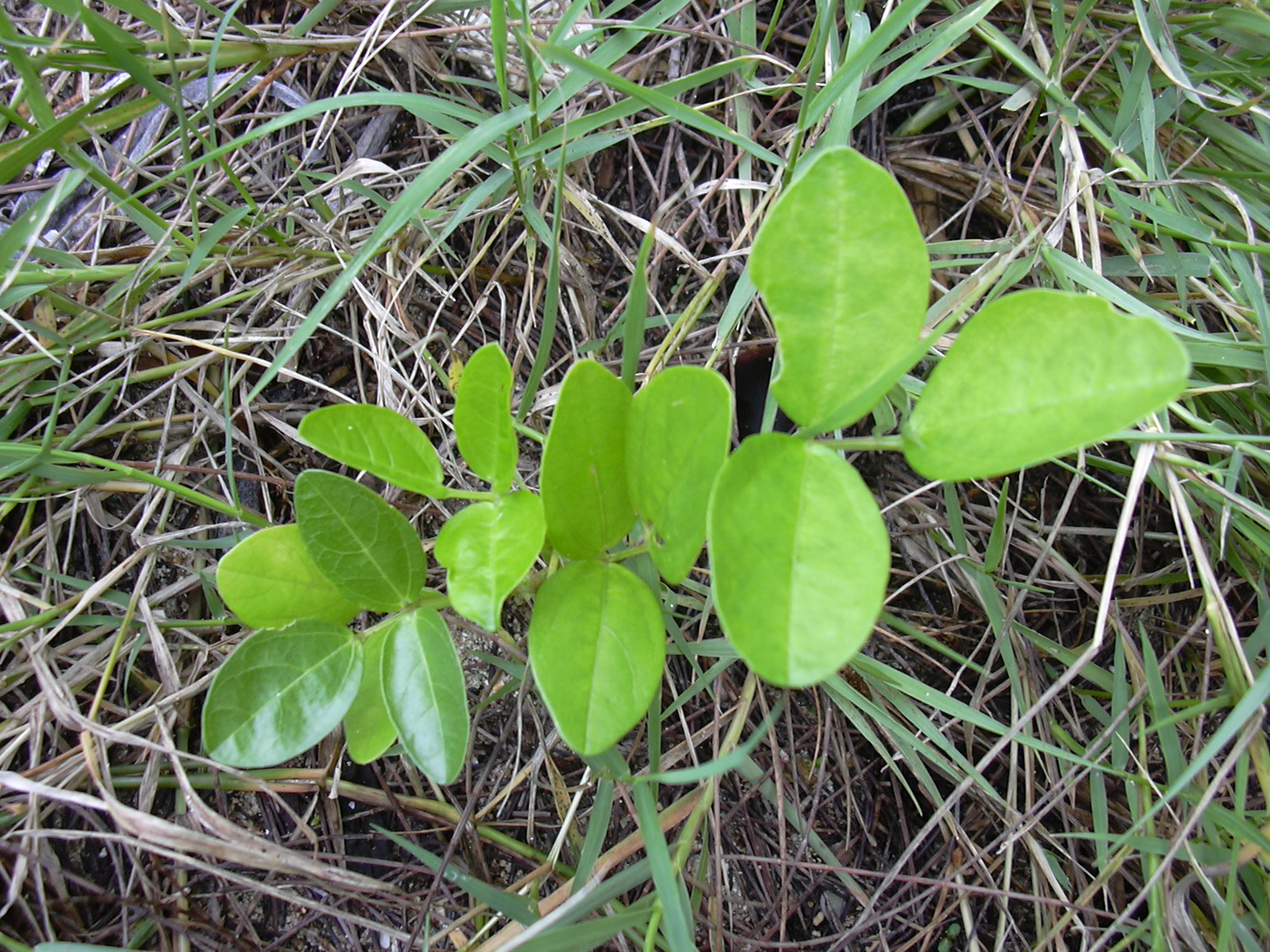
Plantule de Vigna marina.
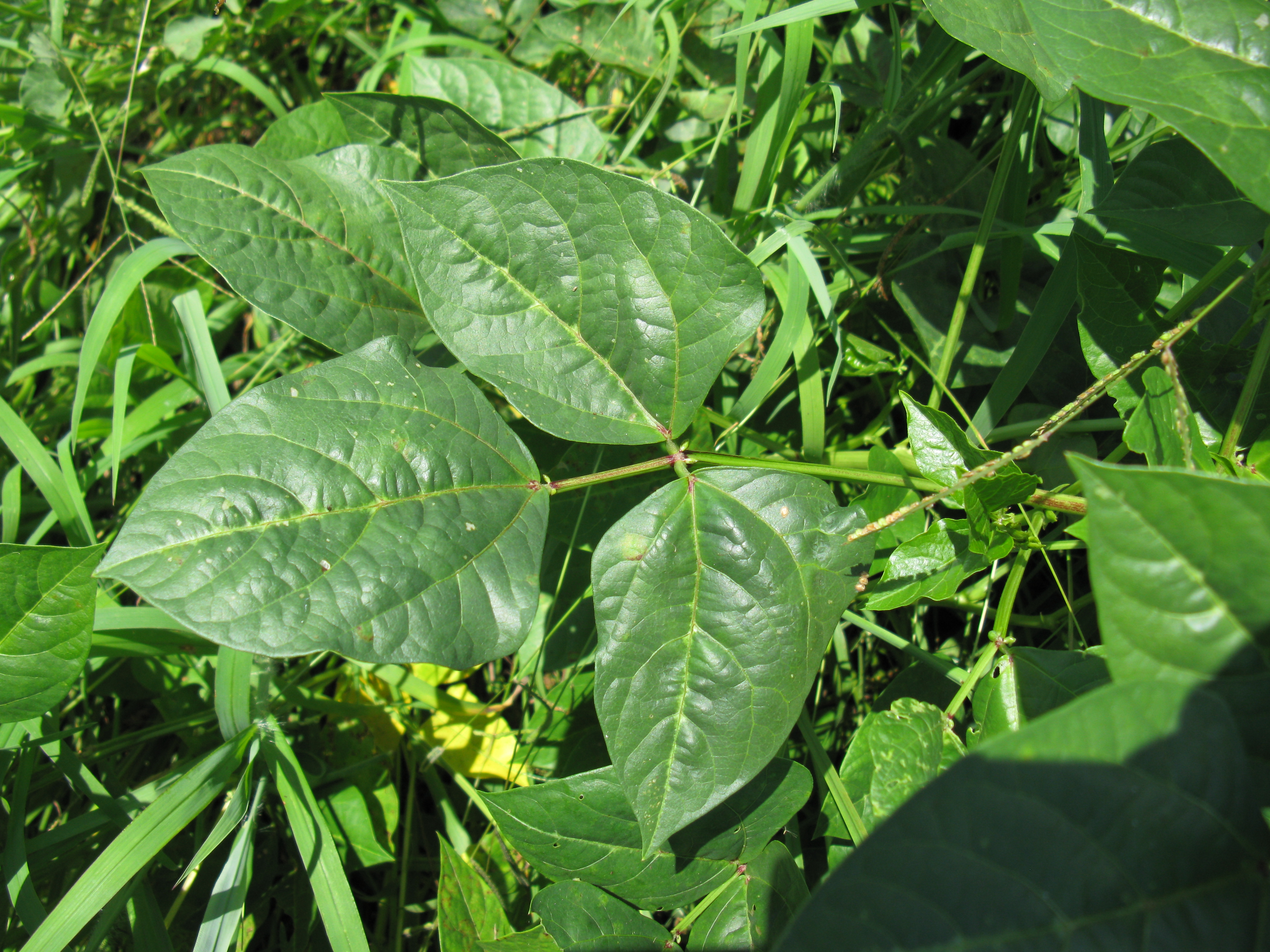
Feuille (Vigna unguiculata).
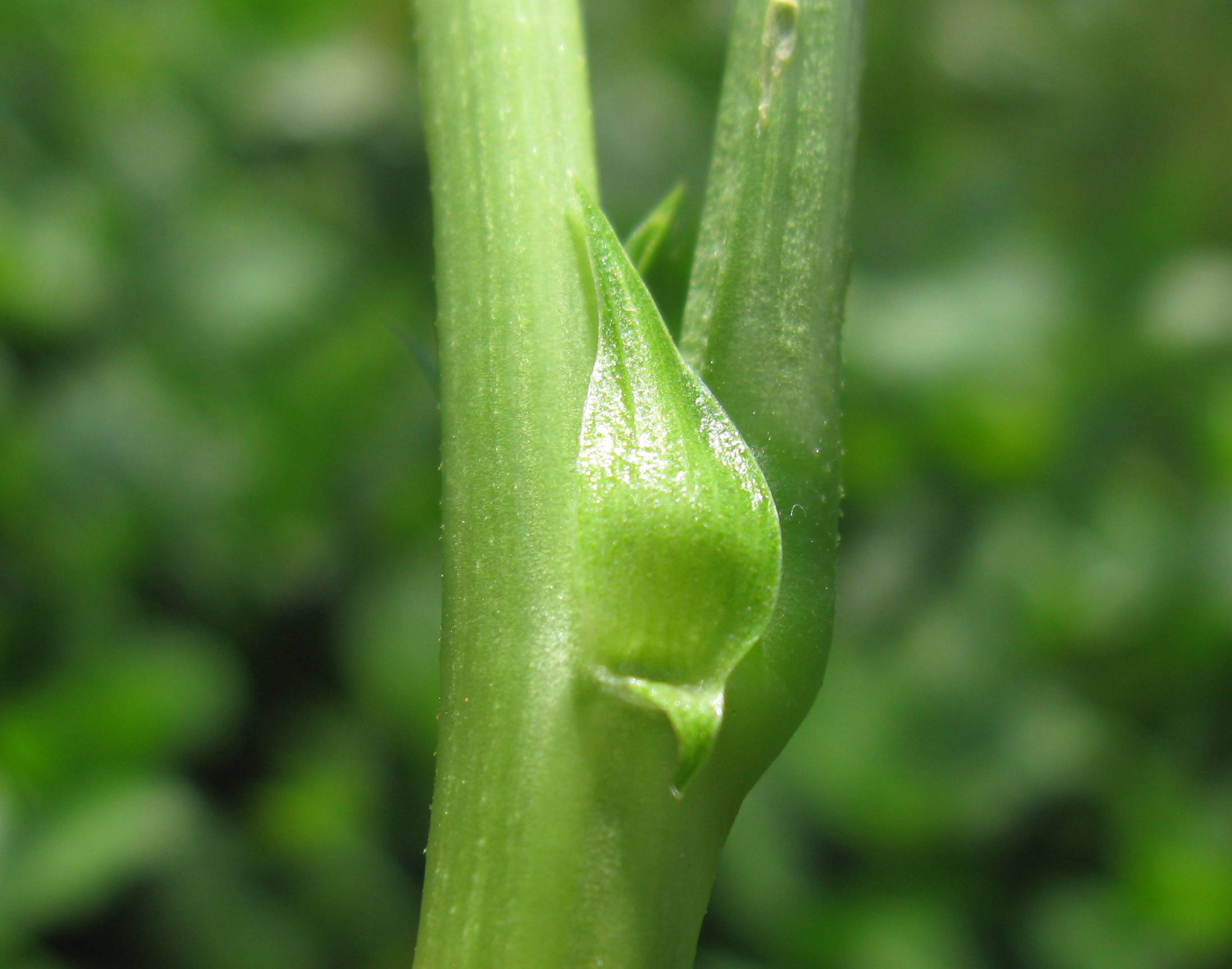
Stipule (Vigna unguiculata).
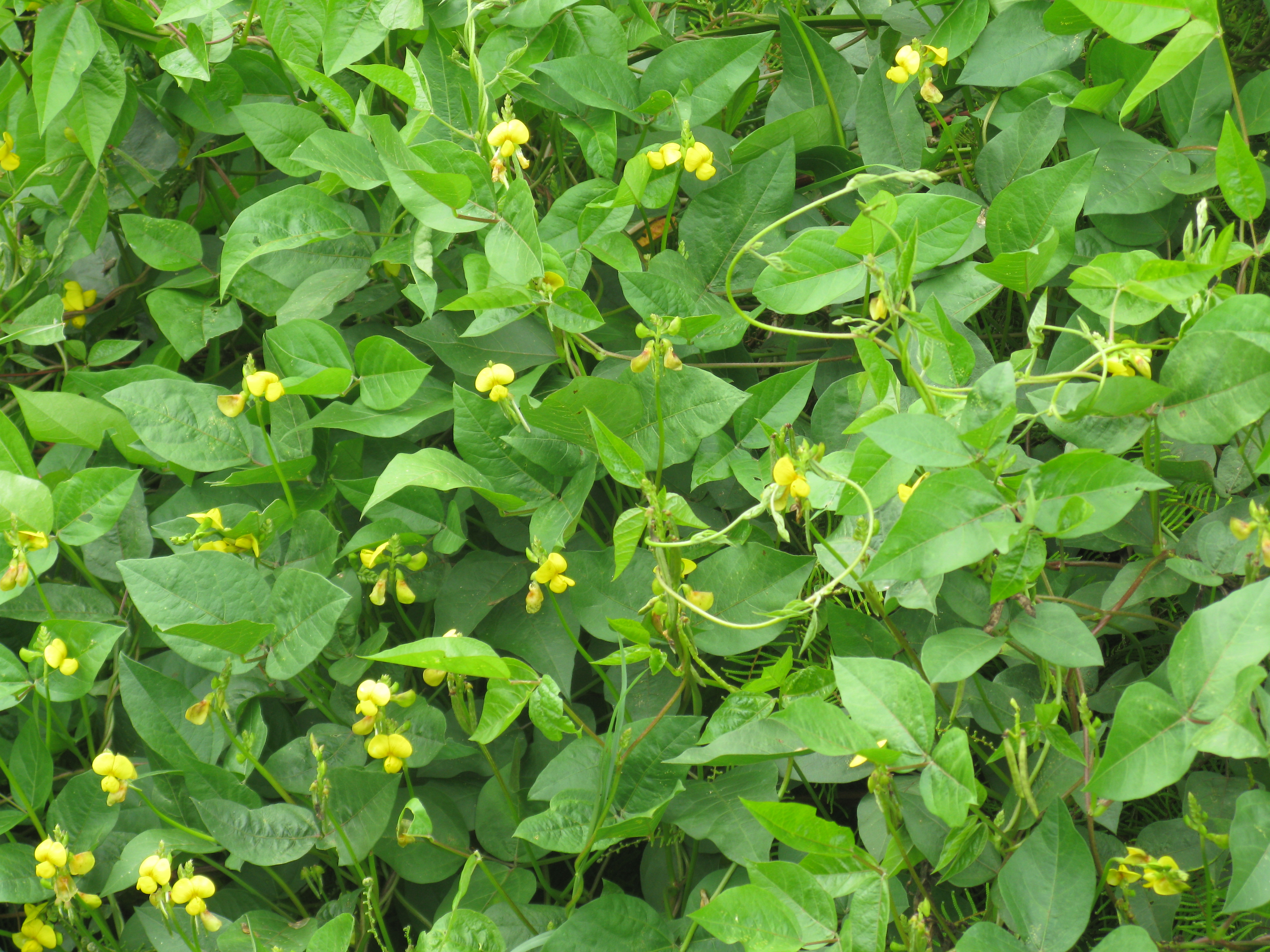
Vigna luteola.
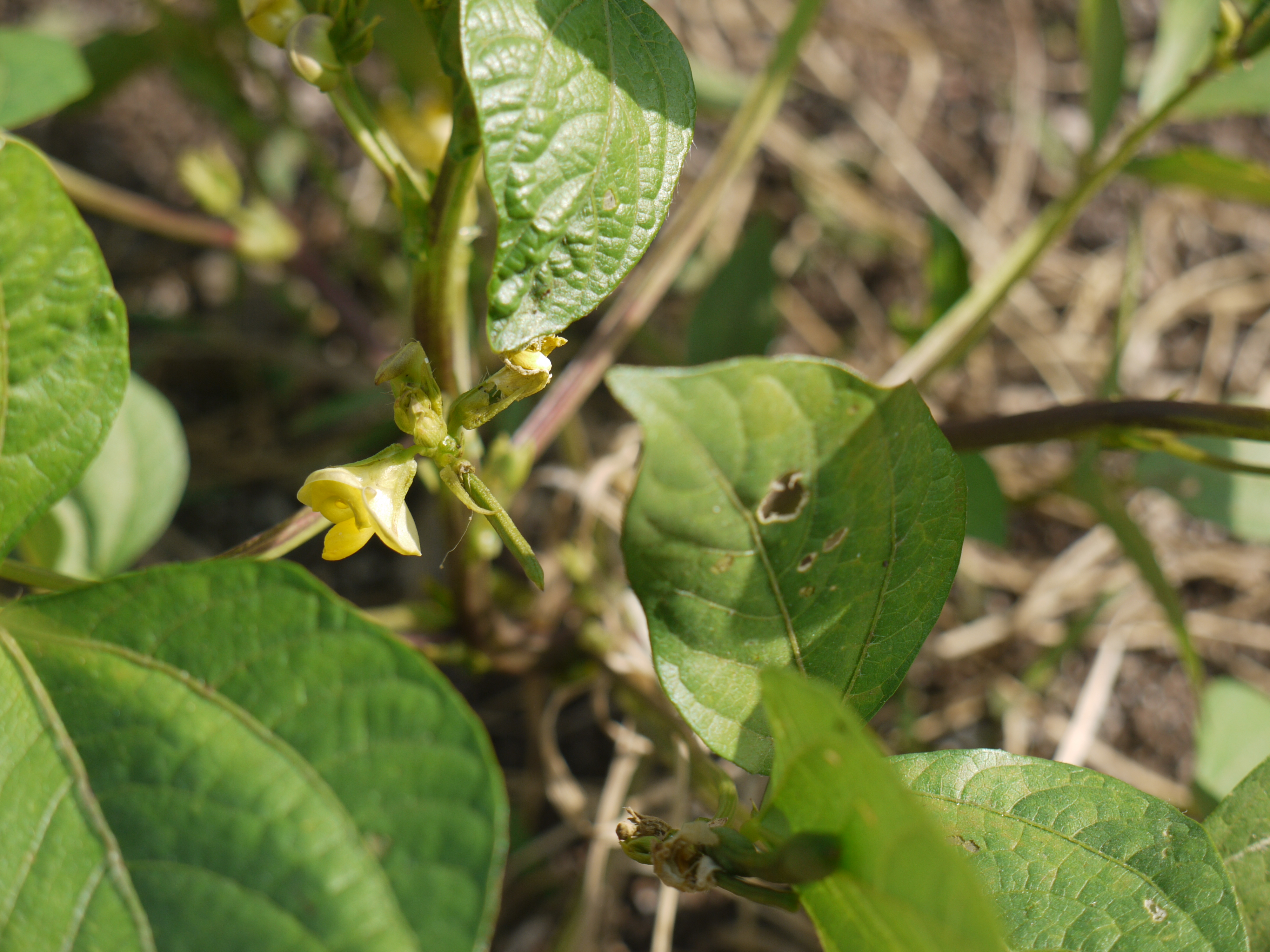
Haricot urd (Vigna mungo).

### Appareil reproducteur
Les inflorescences sont des racèmes axillaires ou terminaux, présentant un rachis aux nœuds souvent épaissis et glanduleux. Les bractées et bractéoles sont caduques.
Les fleurs hermaphrodites à pédoncule court sont zygomorphes. Le calice est constitué de 4 ou 5 pétales soudés, formant deux lèvres, la lèvre supérieure présente deux dents (lobes du calice soudés) et la lèvre inférieure trois dents.
La corolle, de type papilionacé et de couleur crème, jaune, pourpre ou violette, comprend cinq pétales dont deux ou quatre sont soudés. Elle est composée d'un étendard suborbiculaire présentant un appendice à la base, deux ailes plus courtes que l'étendard, et une carène presque aussi longue que les ailes, incurvée, sans bec ou avec un bec incurvé ou spiralé. Les étamines diadelphes sont au nombre de dix, dont neuf soudées par leur filet formant un tube. Elles portent des anthères uniformes, non soudées, à déhiscence longitudinale. L'ovaire, sessile, contient de 3 à 100 ovules. Il porte un style filiforme, dont la partie supérieure est épaissie, poilue ou hirsute longitudinalement à l'intérieur, surmonté d'un stigmate oblique,.
Les fruits sont des gousses non charnues, linéaires ou linéaires-oblongues, cylindriques ou plates, subsessiles ou sessiles, de  25 à 92 mm de long.
Chez une espèce, Vigna subterranea (voandzou), les gousses murissent dans le sol, à l'instar de l'arachide (Arachis hypogaea).
Les gousses peuvent être plus ou moins régulièrement resserrées entre les graines adjacentes (lomentacées), et plus ou moins cloisonnées transversalement entre les graines. Elles contiennent de 3 à 50 (voire plus) graines réniformes ou presque carrées, au hile court ou allongé, avec ou sans arille.
L'unité de dissémination (diaspore) est la graine,.

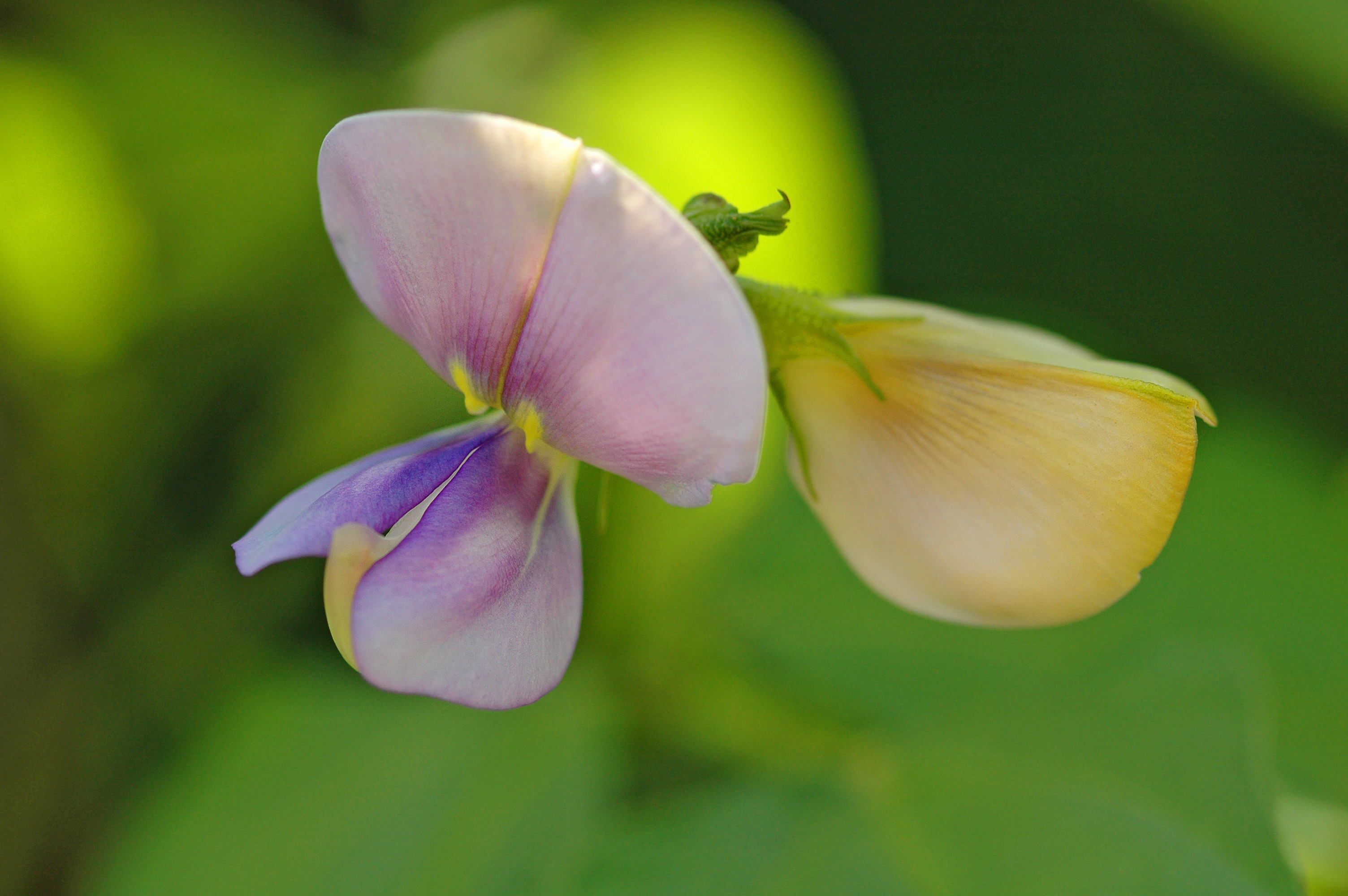
Fleur de dolique asperge.
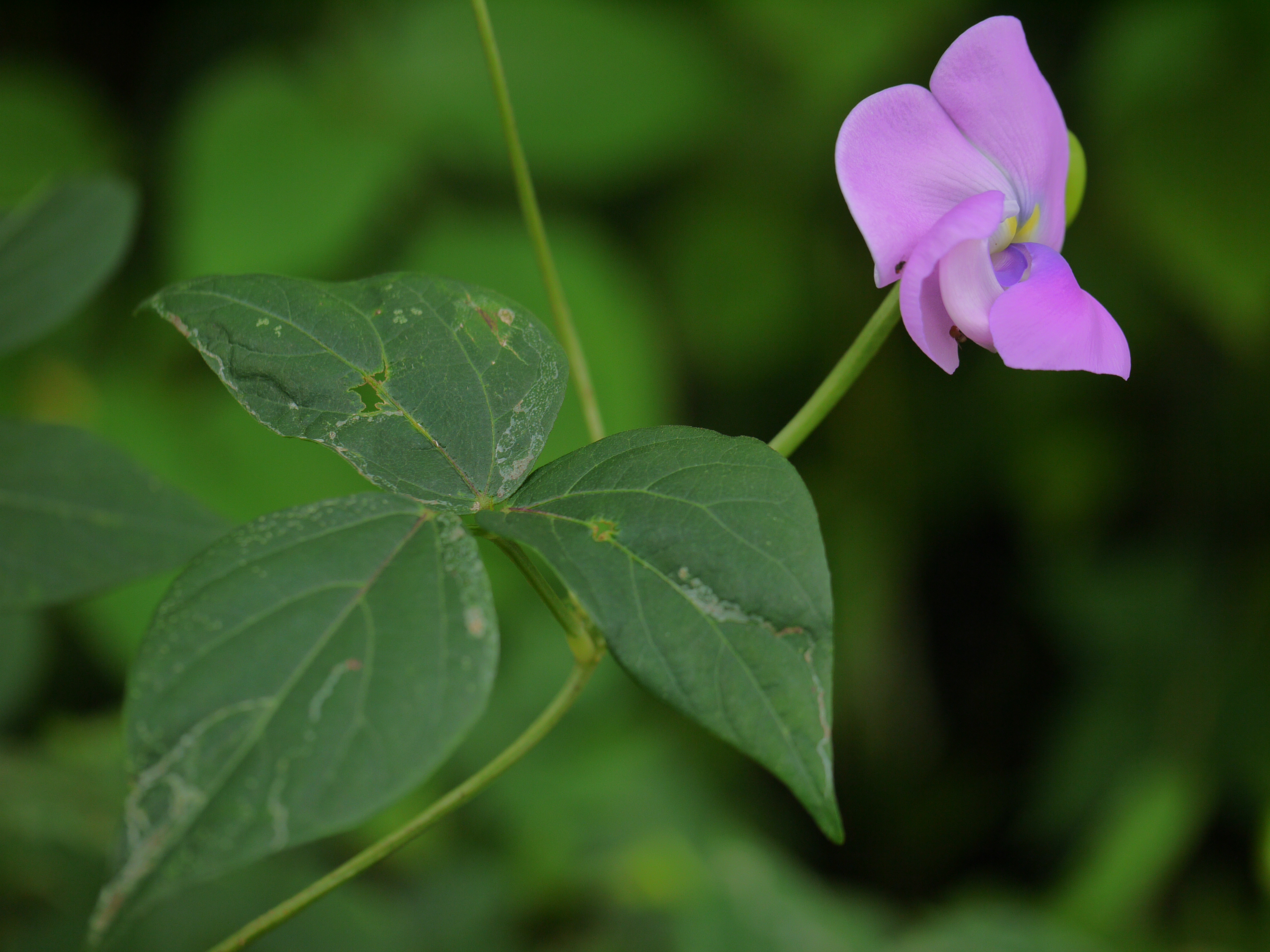
Vigna vexillata.
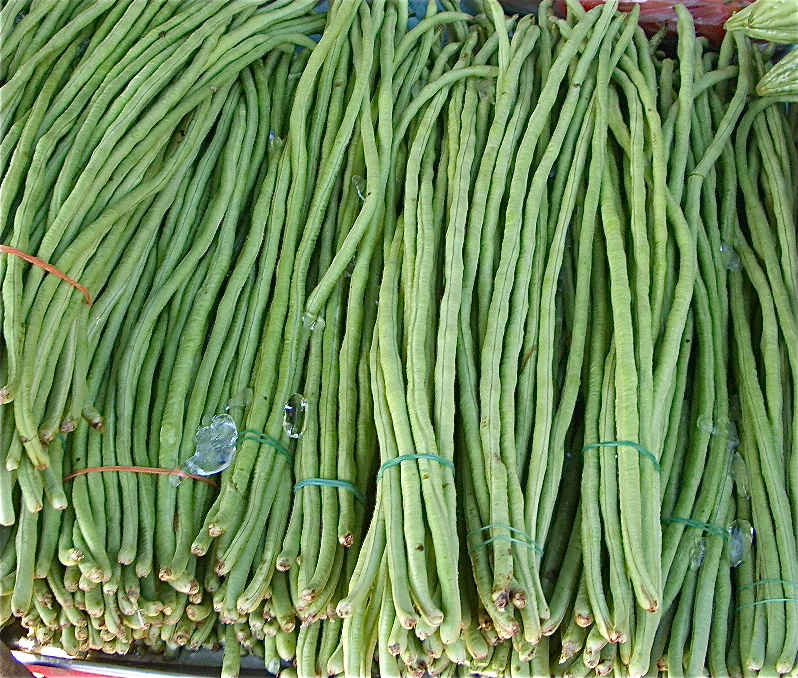
Gousses de dolique asperge (Vigna unguiculata subsp. sesquipedalis).
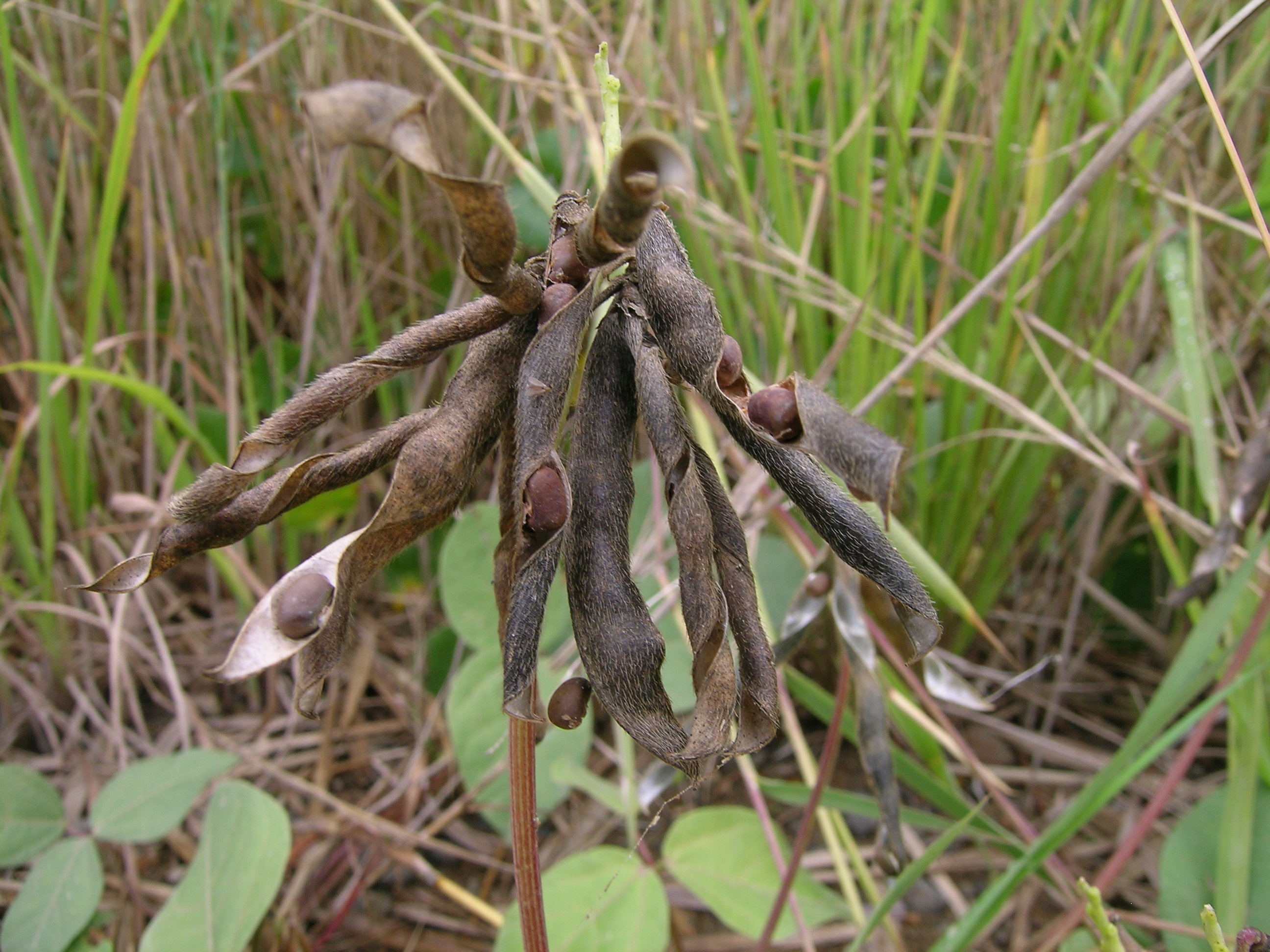
Gousses déhiscentes (Vigna luteola).
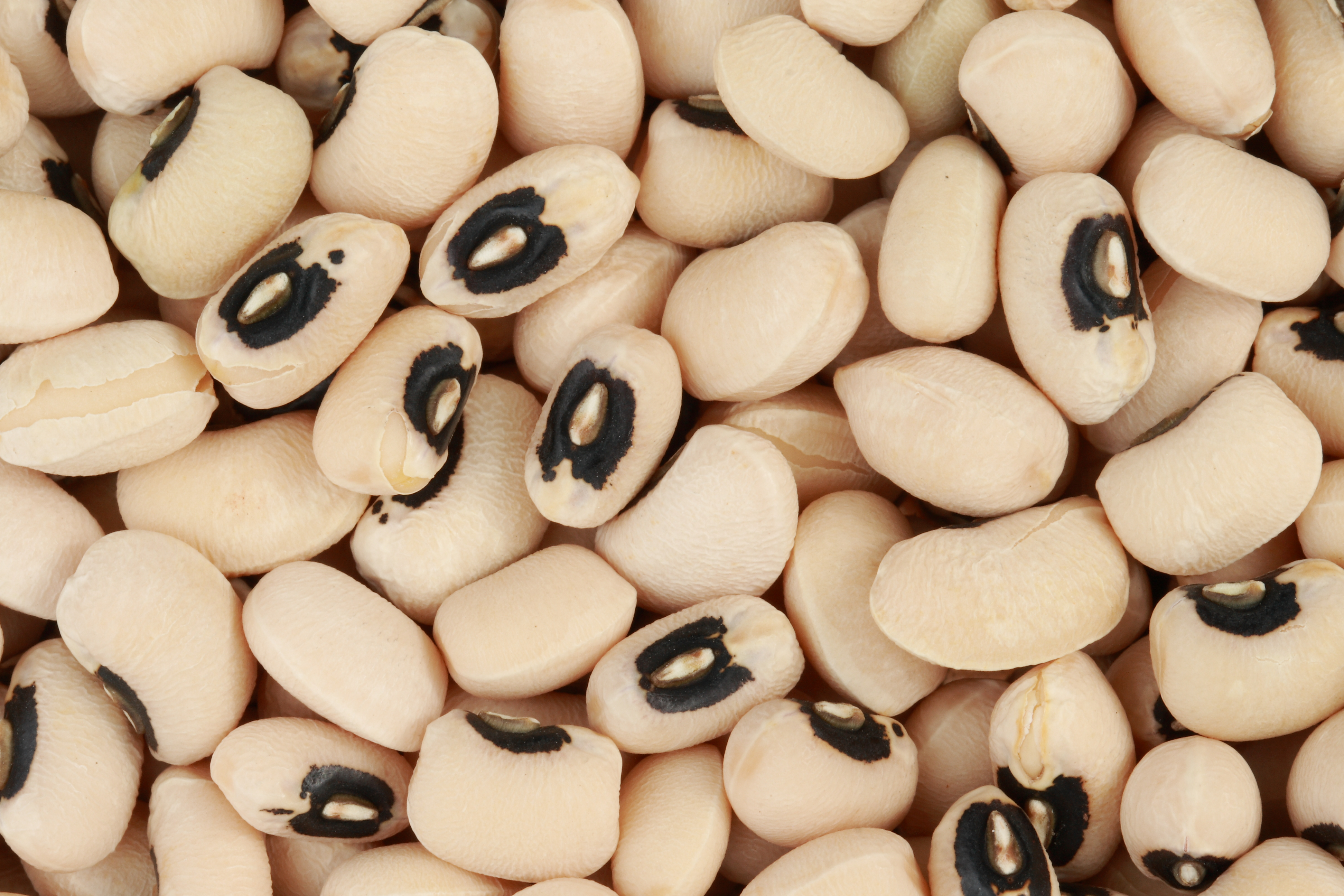
Niébé (Vigna unguiculata subsp. unguiculata).

## Distribution et habitat
L'aire de répartition originelle du genre Vigna s'étend principalement dans les régions tropicales de l'Ancien Monde (Afrique, péninsule arabique, sous-continent indien, Asie de l'Est, de l'Indonésie au Japon, Australasie), mais également en Amérique du Sud, en Amérique centrale et en Amérique du Nord (Mexique, Sud des États-Unis).

## Biologie
Les espèces de Vigna sont consommées par les larves (chenilles) de certains lépidoptères comme la noctuelle des moissons.

## Taxinomie
Le genre Vigna a été décrit en premier par le botaniste italien Gaetano Savi et publié en 1824 dans Nuovo Giornale dei Letterati, Pisa, ser. 3, 8: 113.
Vigna est un nom conservé (nom. cons.) contre le synonyme hétérotypique, Voandzeia Thouars, nom. rej. (Code Shenzhen ICN article 14.4 & annexe III),.

### Étymologie
Le nom générique, « Vigna » est un hommage à Domenico Vigna (? - 1647), médecin et botaniste italien, professeur de botanique à l'université de Pise et directeur du jardin botanique de Pise,.

### Synonymes
Selon Plants of the World online (POWO) (5 août 2021) : 
- Azukia Takah. ex Ohwi
- Callicysthus Endl.
- Geolobus Raf.
- Haydonia R.Wilczek
- Liebrechtsia De Wild.
- Phasellus Medik.
- Plectrotropis Schumach. & Thonn.
- Rudua Maek.
- Scytalis E.Mey.
- Voandzeia Thouars

### Liste d'espèces
Les espèces du genre Vigna sont regroupées en 7 sous-genres et 11 sections : Ceratotropis, Dolichovigna, Haydonia, Lasiospron, Macrorhyncha, Pletrotropis (subdivisé en 2 sections) et  Vigna (subdivisé en 9 sections).
Selon The Plant List (5 août 2021) :
- Vigna aconitifolia (Jacq.) Marechal
- Vigna acuminata Hayata
- Vigna adenantha (G.Mey.) Marechal & al.
- Vigna angivensis Baker
- Vigna angularis (Willd.) Ohwi & H.Ohashi
- Vigna antillana (Urb.) Fawc. & Rendle
- Vigna antunesii Harms
- Vigna appendiculata (Benth.) A. Delgado
- Vigna benuensis Pasquet & Marechal
- Vigna bequaertii R.Wilczek
- Vigna bosseri Du Puy & Labat
- Vigna bournaea Gamble
- Vigna candida (Vell.) Marechal & al.
- Vigna canescens C.T.White
- Vigna caracalla (L.) Verdc.
- Vigna clarkei Prain
- Vigna comosa Baker
- Vigna cylindrica (L.) Skeels
- Vigna dalzelliana (Kuntze) Verdc.
- Vigna desmodioides R.Wilczek
- Vigna diffusa (Scott-Elliot) A. Delgado & Verdc.
- Vigna dolomitica R.Wilczek
- Vigna elegans (Piper) Marechal & al.
- Vigna filicaulis Hepper
- Vigna firmula (Hassl.) Marechal & al.
- Vigna friesiorum Harms
- Vigna frutescens A.Rich.
- Vigna gazensis Baker f.
- Vigna glabrescens Marechal & al.
- Vigna gracilicaulis (Ohwi) Ohwi & H.Ohashi
- Vigna gracilis (Guill. & Perr.) Hook.f.
- Vigna grahamiana (Wight & Arn.) Verdc.
- Vigna hainiana Babu, Gopin. & S.K.Sharma
- Vigna halophila (Piper) Marechal & al.
- Vigna haumaniana R.Wilczek
- Vigna heterophylla A.Rich.
- Vigna hirtella Ridl.
- Vigna hookeri Verdc.
- Vigna hosei (Craib) Backer
- Vigna juncea Milne-Redh.
- Vigna juruana (Harms) Verdc.
- Vigna keraudrenii Du Puy & Labat
- Vigna khandalensis (Santapau) Sundararagh. & Wadhw
- Vigna kirkii (Baker) J.B.Gillett
- Vigna kokii B.J.Pienaar
- Vigna lanceolata Benth.
- Vigna lasiocarpa (Benth.) Verdc.
- Vigna latidenticulata (Harms) A.Delgado
- Vigna laurentii De Wild.
- Vigna linearis (Kunth) Marechal & al.
- Vigna lonchophylla Piper
- Vigna longifolia (Benth.) Verdc.
- Vigna longissima Hutch.
- Vigna lozanii (Rose) Lackey ex McVaugh
- Vigna luteola (Jacq.) Benth.
- Vigna macrorhyncha (Harms) Milne-Redh.
- Vigna malayana M.R.Hend.
- Vigna marina (Burm.) Merr.
- Vigna megatyla (Piper) A. Delgado
- Vigna membranacea A.Rich.
- Vigna mendesii Torre
- Vigna microsperma R.Vig.
- Vigna mildbraedii Harms
- Vigna minima (Roxb.) Ohwi & H.Ohashi
- Vigna monantha Thulin
- Vigna monophylla Taub.
- Vigna mudenia B.J.Pienaar
- Vigna mukerjeanus (Raizada) Raizada
- Vigna multinervis Hutch. & Dalziel
- Vigna mungo (L.) Hepper
- Vigna myrtifolia Piper
- Vigna nakashimae (Ohwi) Ohwi & H.Ohashi
- Vigna nigritia Hook.f.
- Vigna nyangensis R.Mithen & H.Kibblewhite
- Vigna o-wahuensis Vogel
- Vigna oblongifolia A.Rich.
- Vigna parkeri Baker
- Vigna peduncularis (Kunth) Fawc. & Rendle
- Vigna phoenix Brummitt
- Vigna pilosa (Klein ex Willd.) Baker
- Vigna platyloba Hiern
- Vigna polytyla (Harms) A. Delgado
- Vigna populnea Piper
- Vigna praecox Verdc.
- Vigna prainiana Babu & S.K.Sharma
- Vigna procera Hiern
- Vigna pygmaea R.E.Fr.
- Vigna racemosa (G.Don) Hutch. & Dalziel
- Vigna radiata (L.) R.Wilczek
- Vigna radicans Baker
- Vigna ramanniana Rossberg
- Vigna reflexopilosa Hayata
- Vigna reticulata Hook.f.
- Vigna richardsiae Verdc.
- Vigna riukiuensis (Ohwi) Ohwi & H.Ohashi
- Vigna schimperi Baker
- Vigna schlechteri Harms
- Vigna schottii (Benth.) A. Delgado & Verdc.
- Vigna somaliensis Baker f.
- Vigna speciosa (Kunth) Verdc.
- Vigna spectabilis (Standl.) A.Delgado
- Vigna stenophylla Harms
- Vigna stipulata Hayata
- Vigna subhastata Verdc.
- Vigna subramanianus (Raizada) Raizada
- Vigna subterranea (L.) Verdc.
- Vigna tisserantiana Pellegr.
- Vigna tisserantii Pellegr.
- Vigna trilobata (L.) Verdc.
- Vigna triphylla (Wilczek) Verdc.
- Vigna truxillensis (Kunth) N. Zamora
- Vigna umbellata (Thunb.) Ohwi & H.Ohashi
- Vigna unguiculata (L.) Walp.
- Vigna venulosa Baker
- Vigna venusta (Piper) Marechal & al.
- Vigna vexillata (L.) A.Rich.
- Vigna vignoides (Rusby) Marechal & al.
- Vigna virescens Thulin

### Circonscription du genreVigna
Le genre Vigna forme avec le genre, Phaseolus, un groupe taxinomique complexe appelé par certains auteurs « complexe Phaseolus-Vigna ».
De nombreuses références, y compris dans des publications récentes, classent certaines de ces espèces dans le genre Phaseolus.
Toutefois, selon le Hortus Third, le genre Vigna se différencie du genre 
Phaseolus par les caractères suivants :
- chez Vigna les stipules portent un appendice,
- la partie épaissie du style est fortement spiralée,
- des détails du pollen,
- des détails de la biochimie.

De nombreux botanistes se sont penchés sur la distinction entre les genres Vigna et Phaseolus (et secondairement Dolichos), notamment le botaniste anglais, Bernard Verdcourt, qui propose en 1970 de restreindre la circonscription du genre Phaseolus aux seules espèces proches de Phaseolus vulgaris, réservant au genre Vigna les espèces présentant, sauf exceptions, un style dont la partie épaissie est droite ou légèrement incurvée, et une couche d'exine réticulée sur les grains de pollen.
À la suite d'études de phylogénétique moléculaire, les clades américains du genre Vigna se sont révélés proches des autres Phaseolinae du Nouveau Monde et ont été réaffectés pour la plupart aux genres Ancistrotropis, Cochliasanthus, Condylostylis, Leptospron, Sigmoidotropis et Helicotropis (nouvellement décrit). Le genre Vigna sensu stricto comprend désormais relativement peu d'espèces américaines, principalement pantropicales.

## Utilisation
Neuf ou dix espèces de Vigna ont été domestiquées et sont cultivées principalement pour la production de graines alimentaires :
- Vigna aconitifolia (Jacq.) Maréchal - haricot mat, mat, haricot papillon
- Vigna angularis (Willd.) Ohwi et Ohashi - haricot adzuki ou haricot rouge du Japon
- Vigna mungo (L.) Hepper - haricot urd, urd
- Vigna radiata (L.) R. Wilczek  - haricot mungo
- Vigna reflexopilosa  Hayata,
- Vigna subterranea (L.) Verdc. - pois bambara, pois de terre ou voandzou
- Vigna umbellata, haricot riz
- Vigna unguiculata, niébé ou pois à vaches (nombreux cultivars)
- Vigna vexillata, pois zombi.

Selon les statistiques de la FAO, la production mondiale de graines (légumes secs) du genre Vigna (regroupées sous le terme cowpea, dry) s'élevait en 2019 à environ 8,9 millions de tonnes (pour une surface cultivée d'environ 14,4 millions d'hectares, soit un rendement moyen de 0,62 t/ha), à comparer à la production de 28,9 Mt de haricots secs.
Certaines espèces sont également cultivées comme plantes fourragères ou comme engrais verts, c'est notamment le cas de Vigna aconitifolia, Vigna mungo, Vigna radiata, Vigna subterranea, Vigna umbellata, Vigna unguiculata. Ainsi, des cultivars sélectionnés à cet effet de niébé (Vigna unguiculata) sont cultivés dans certains pays d'Afrique pour l'alimentation du bétail. La récolte au pic de la floraison permet d'obtenir un rendement de 2 à 3 tonnes de matière sèche par hectare d'un fourrage de qualité équivalente à celle de la luzerne. On peut également donner aux animaux des sous-produits, tels que les fanes laissées sur le champ après la récolte des graines, ou les cosses après battage.
Vigna unguiculata est également utilisable pour former un couvert végétal entre différentes cultures en rotation et est un bon engrais vert. La plante peut en effet fixer de 50 à plus de 100 kg d'azote (N) par hectare. Lorsque le niébé est utilisé comme engrais vert, le rendement en grains d'une culture de maïs ultérieure peut être doublé par rapport à une culture non fertilisée.
En Australie, les racines tubérisées des espèces de Vigna sont traditionnellement utilisées comme nourriture par les Aborigènes du Territoire du Nord.